# Boulet (fumettista)

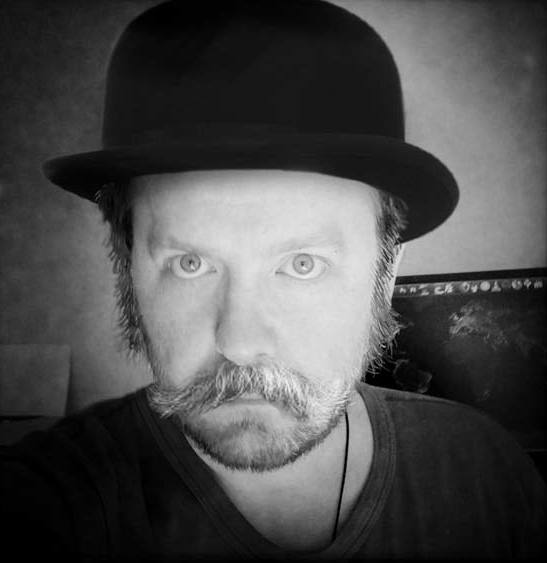
Boulet nel 2010

Boulet, pseudonimo di Gilles Roussel (Meaux, 1º febbraio 1975), è un fumettista e blogger francese.

## Biografia
Formatosi alla Scuola Superiore delle Arti Decorative di Strasburgo, nel 2001 ha pubblicato la sua prima striscia a fumetti (Raghnarok). Ha lavorato per varie riviste a fumetti francesi, tra cui Tchô!, Spirou e Psikopat. Ha inoltre sostituito Lewis Trondheim come disegnatore nella serie La fortezza (Donjon) per il quinto e il sesto volume dell'epoca Zenith.
Nel luglio 2004 ha avviato un blog a fumetti che lo ha reso estremamente popolare in Francia. Le strisce realizzate per il blog sono state pubblicate in una serie di volumi intitolati Notes. A partire dal novembre del 2009 ha avviato anche una versione tradotta in inglese del suo blog.
Nel luglio 2015 è stata pubblicata in Italia, per i tipi di BAO Publishing, la traduzione del primo volume che raccoglie le strisce pubblicate sul blog. La pubblicazione dei volumi successivi è prevista ogni due anni, attualmente è stato pubblicato il terzo volume. La stessa casa editrice ha tradotto anche altri libri in cui è coinvolto Boulet, come La fortezza o Mars Horizon, La fabbrica dei Corpi e Viaggi nella filosofia della collana Octopus di cui Boulet è direttore per le Edizioni Delcourt.

## Opere

### Albi a fumetti
- Raghnarok, Glénat, coll. «Tchô!»

1. Dragon Junior, 2001.
2. Fées et gestes, 2002.
3. Terreurs de la nature, 2003.
4. Légendes urbaines, 2005.
5. Tempus fugit, 2007.
6. Casus Belli, 2009.

- La Rubrique scientifique, Glénat, coll. «Tchô!»

1. Tome 1, 2002.
2. Tome 2, 2004.
3. Tome 3, 2005.

- Le Miya, Glénat, coll. « Tchô ! », 2005.
- Notes, Delcourt, coll. «Shampooing», :

1. Appunti di vita - 1 Born to be a larva, BAO Publishing, 2015, traduzione di Born to be a larve (luglio 2004 – luglio 2005), 2008.
2. Appunti di vita - 2 Il piccolo teatro di strada, BAO Publishing, 2017, traduzione di Le Petit Théâtre de la rue (luglio 2005 – luglio 2006), 2009.
3. Appunti di vita - 3 La carne vince sempre, BAO Publishing, 2019, traduzione di La Viande, c'est la force (luglio 2006 – luglio 2007), 2009.
4. Songe est Mensonge (luglio 2007 – luglio 2008), 2010.
5. Quelques minutes avant la fin du monde (luglio 2008 – luglio 2009), 2011.
6. Debout mes globules (luglio 2009 – luglio 2010), 2011.
7. Formicapunk (luglio 2010 – luglio 2011), 2012.
8. Les 24 heures (Les 24 heures de la bande dessinée), 2013.

### Sceneggiature
- Womoks, con Reno (disegni), Glénat, coll. «Tchô!»

1. Mutant suspends ton vol !, 2001.
2. Le Croiseur s'amuse, 2002.
3. Albon, les brutes et les truands, 2004.

- Le Vœu de… , con Lucie Albon (disegni), La Boîte à bulles, coll. «Clé des champs»

1. Le Vœu de Marc, (sceneggiato con Nicolas Wild), 2005.
2. Le Vœu de Simon, (sceneggiato con Lucie Albon) 2007.

- La Page blanche, con Pénélope Bagieu (disegni), Delcourt, 2012.

### Disegni
- Donjon Zénith, con Lewis Trondheim e Joann Sfar, Delcourt, coll. «Humour de rire»
  - 5. Un mariage à part, 2006.
  - 6. Retour en fanfare, 2007.
- Terry Jones, Erik le viking, Bragelonne, coll. «Fantasy», 2008.

### Progetti collettivi
- Boule de neige, con la storia «Jour de neige», Delcourt, coll. «Shampooing», 2007.
- Chicou Chicou (sotto lo pseudonimo Ella Forbin), con Lisa Mandel, Aude Picault, Domitille Collarday e Erwann Surcouf, Delcourt, coll. «Shampooing», 2008.
- Ruppert e Mulot, Maison Close, Delcourt, 2010.